# Neobala permuta
Neobala permuta är en insektsart som beskrevs av Kramer 1963. Neobala permuta ingår i släktet Neobala och familjen dvärgstritar. Inga underarter finns listade i Catalogue of Life.